# ジョージア州立大学
ジョージア州立大学（Georgia State University, 略称：GSU）は、アメリカ合衆国ジョージア州アトランタにある研究型州立大学。ジョージア大学システムの1校として、1913年に創立。州内で学生数の最も多い大学であり、全米学生数トップ10に入ったこともある。2018年時点では、学生総数はおよそ5万3千人。そのうちおよそ3万3千人がメインキャンパスで学んでいる。
米国の大学分類ではR1（高度研究型大学）に分類されている。2018年度（2017年10月-18年9月）の研究費は2億米ドル以上であり、医学部、農学部、工学部を有しない大学としては3年間全米トップ、公立大学全体でも全米で408大学中78位である。公立大学として州最大の規模を誇る総合大学であり、10学部・研究科に100以上の研究分野、250以上の学位課程を提供する。大学図書館には総合図書館と法学部図書館があり、総合図書館はメインキャンパス内の北館・南館に加え、ペリメーター・キャンパス内に分館がある。蔵書数は両館共に1,300万点を超え、連邦文書も保管している。

## 歴史
ジョージア工科大学附属夜間商業学校として1913年に創立。1930年代にはジョージア大学システムの一部に組み込まれ、アトランタ公開教育部として再編成。夜間学校の生徒に対しても大学の学位が授与されるようになった。また、この時期にはジョージア夜間カレッジとアトランタ・ジュニア・カレッジの2つに分かれていた。1947年9月にはジョージア大学附属となり、ジョージア大学アトランタ校に名称が変更。
以上のように、1913年から47年まではジョージア工科大学、47年以降はジョージア大学と創立からおよそ40年間にわたって当校は他大学の付属校として発展した。しかし、1955年に4年制大学のジョージア州立経営大学として独立させることが理事会で決定される。そして、1927年から校長を務めていたウォルター・スパークスが初代学長に就任した。そして、大学の発展と共に総合大学化が進み、1961年にジョージア・ステート・カレッジ、1969年に現名称のジョージア州立大学に改名した。
1995年には大学システム理事会が同大学を「研究型大学」とすることに合意。同大学システムでは、ジョージア工科大、ジョージア大、オーガスタ大に次ぐ4番目の研究型大学となった 。
黒人学生を初めて受け入れたのは1962年。ジョージア工科大、ジョージア大より1年遅れてであった。

## 組織
- 政策学（Andrew Young School of Policy Studies）
- 看護・医療学（Byrdine F. Lewis College of Nursing and Health Professions）
- 芸術学（College of the Arts）
- 教養・科学（College of Arts & Sciences）
- 教育・人間開発学（College of Education and Human Development）
- ビジネススクール（J. Mack Robinson College of Business）
- ロースクール（College of Law）
- 公衆衛生学（College of Public Health）
- 生物医学（Institute of Biomedical Sciences）
- オナーズカレッジ（Honors College）
- ペリメターカレッジ（Perimeter College）

## キャンパス
一棟で始まった夜間学校時代から現在に至るまで、一貫してアトランタ中心部にキャンパスを構えている。1960年代初期の頃からはある種の自虐を込めて「コンクリート・キャンパス」と呼ばれていたが、現在では愛称として学生に受け入れられている。また、アトランタ中心部の経済発展に伴い大学も「街外れではない。街の一部。」というスローガンを持ち出している。

## 著名な出身者
- ジョディ・パウエル - 政治家。ジミー・カーター政権時のホワイトハウス報道官
- ジュリア・ロバーツ（中退） - 女優。